# Carlos Seixas
José António Carlos de Seixas (Coimbra, 11 giugno 1704 – Lisbona, 25 agosto 1742) è stato un compositore e organista portoghese di musica barocca.

## Biografia
Figlio di Francisco Vaz e di Marcelina Nunes, Carlos Seixas studiò con il padre e presto lo sostituì come organista della Cattedrale di Coimbra, incarico di grande responsabilità che esercitò per due anni. All'età di 16 anni partì per Lisbona, in un'epoca in cui la corte portoghese era fra le più dispendiose di Europa. Fu molto richiesto come professore di musica delle famiglie nobili della corte; fu nominato organista della Cattedrale Patriarcale e della Cappella Reale (mentre era Maestro di questa Domenico Scarlatti, Seixas e Scarlatti stabilirono certamente collaborazioni utili). Carlos Seixas godeva di fama di musicista e professore eccellente. Nella capitale, si impose come organista, clavicembalista e compositore. Con il suo lavoro sostentò la moglie, che aveva sposato a 28 anni, ed i cinque figli, due maschi e tre femmine, ed acquistò alcune case nelle vicinanze della Cattedrale. Carlos Seixas morì il 25 agosto 1742 di febbre reumatica, mentre era Maestro della Cappella Reale.

## Opera
Per quanto riguarda la composizione, Carlos Seixas fu uno dei maggiori compositori portoghesi di musica per strumento a tastiera. Fu un capo scuola in Portogallo creando uno stile proprio (nonostante l'influenza italiana e francese che si possono constatare in alcune delle sue opere) e venne imitato per qualche tempo dopo la sua morte.
Nel secolo XVIII si richiedeva ai compositori che la loro musica fosse fedele ai pensieri e agli ideali estetici dell'ambiente. La composizione era, in certo qual modo, limitata ad un ruolo di caratteristiche precedentemente definite.
L'opera di Seixas è, in gran parte, il risultato degli ambienti nei quali compose. Come organista della Cappella della Cattedrale patriarcale, aveva la possibilità di suonare, prima e dopo la  messa, un  pezzo assolo che poteva essere una toccata o una sonata (usanza comune in tutte le cattedrali cattoliche). Per questo motivo, si dava la preferenza ai pezzi di carattere vistoso e brillante. Nelle altre parti della cerimonia, l'organista poteva ancora suonare in momenti che permettessero un assolo strumentale. In questa maniera, i compositori approfittavano per far conoscere le proprie composizioni od improvvisazioni. Di certo, si sa che le sonate di Seixas furono eseguite in chiesa, per lo meno quelle di carattere religioso. 
Carlos Seixas accompagnava al clavicembalo gli spettacoli musicali nei palazzi reali o nei manieri di alcune famiglie nobili. In questi eventi aveva anche la opportunità di suonare come solista, approfittando, probabilmente, per eseguire le sue sonate composte con lo scopo di essere conosciuto come concertista e compositore.
Oltre che alla Cappella Reale ed alla Corte, si dedicava all'insegnamento della musica. Questa incombenza lo obbligava ad avere materiale didattico diversificato, variando da allievo ad allievo, a seconda del livello e delle capacità di ciascuno, dei clavicembali o clavicordi che possedevano. Nonostante fosse grandemente soggetto ad una vasta gamma di condizionanti, l'opera di Seixas non tralascia la qualità e l'originalità del suo stile personale.
Mai si lasciò influenzare dagli stili importati in Portogallo, né lasciò che la sua opera si confondesse con quella dei suoi contemporanei stranieri. La presenza del temperamento lusitano è una costante delle sue composizioni. L'evoluzione della struttura bipartita della sonata per strumento a tastiera, e la struttura tripartita sono presenti nelle sonate di Carlos Seixas, essendo un'anticipazione della forma-sonata.
Al giorno d'oggi non conosciamo versi di Seixas. La cosa più probabile è che siano andati persi, dal momento che è poco credibile che Seixas abbia sempre utilizzato versi di altri nelle sue composizioni.

## Corali
- Tantum ergo;
- Ardebat vincentius;
- Conceptio gloriosa;
- Gloriosa virginis Mariae;
- Hodie mobis caelorum;
- Sicut cedrus;
- Verbum caro;
- Dythyrambus in honorem et laudem Div. Antonii Olissiponensis.

Strumentali:
- Apertura in Re;
- Concerto in La;
- Sinfonia in Sib;
- circa 100 sonate sue e circa 16 attribuite.

Le creazioni di Carlos Seixas possiedono eleganza, lievità, soavità, ispirazione melodica. Il suo fraseggio è di carattere irregolare ed asimmetrico ed il suo linguaggio armonico è semplice. 
Le sue opere si trovano nella Biblioteca Generale della Università di Coimbra, nella Biblioteca nazionale del Portogallo e nella Biblioteca del Soccorso.

## Discografia
- Keitil Haugsand; Norwegian Baroque Orchestra; Concerto per clavicembalo in La, Sinfonia in Sib, Sonate per clavicembalo; VirginVeritas.
- Keitil Haugsand; Norwegian Baroque Orchestra; Missa, Dixit Dominus, Tamtum Ergo, Sonate per organo; VirginVeritas.
- János Sebestyén; János Rolla; Orchestra da Camera Ferenc Liszt;  Concerto per clavicembalo in La, Sinfonia in Sib, Apertura in Re, Concerto in Sol (attribuito); Strauss/PortugalSom. * Rui Paiva; 12 sonate per clavicembalo; Philips.
- Manuel Morais; Segreti di Lisboa; José Luís Gonzalez Uriol; Portugaler.
- Alessandro Scarlatti, Carlos Seixas, varii. Sophie Yates Chandas; CHAN.
- Seixas: Sonate per clavicembalo; Robert Woolley. * Seixas: Sonate per clavicembalo; Débora Halász.